# Tombe des Prophètes

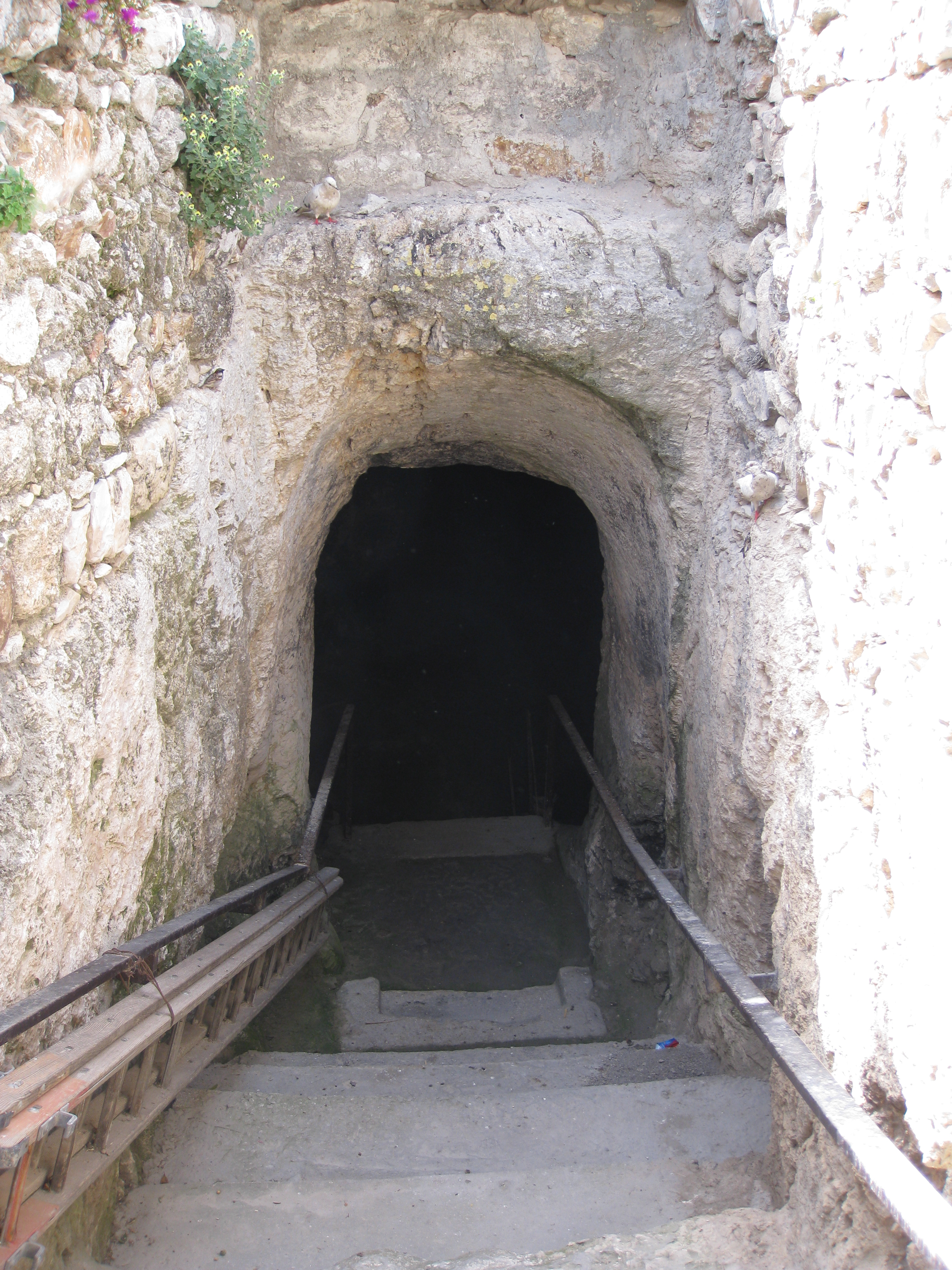
Entrée de la tombe.

La tombe des Prophètes, aussi appelée tombe des prophètes Aggée, Zacharie et Malachie, est une grotte funéraire situé dans le cimetière juif du mont des Oliviers à Jérusalem, près de l'hôtel Seven Arches. Elle date de la période byzantine. Selon des traditions juives médiévales, ce complexe funéraire abrite les tombes des prophètes Aggée, Zacharie et Malachie. Les premiers témoignages mentionnent seulement Aggée. Dans les descriptions ultérieures viennent s'ajouter Zacharie et Malachie.